# Tuberculosis en América Precolombina
La tuberculosis humana es un enfermedad infecciosa causada por la bacteria del complejo Mycobacterium tuberculosis que se puede transmitir entre personas mayormente por vía respiratoria, al inhalar partículas infectada por la bacteria que otra persona expulsa al toser o estornudar. A pesar de haber casos de personas que tienen la enfermedad y no lo manifiestan, en caso de individuos con el sistema inmunológico debilitado la tuberculosis puede llegar a ser letal. Varios estudios indican que la tuberculosis ha sido una causa de muerte muy significativa en los últimos 5000 años, esto también implica un gran peso en los sistemas sociales y de salud; es por ello por lo que ha sido un tema bastante estudiado en todo el mundo, con el objetivo de entender esta enfermedad, sus orígenes y causas.
La causa más común de Tuberculosis son las bacterias del complejo Mycobacterium tuberculosis, como es el caso de la M. africanum y la M. canetti, que afectan principalmente a los humanos, mientras que M. microti y la M. bovis afecta principalmente a otros mamíferos. También se pensaba que la bacteria M. bovis sería la forma ancestral de M. tuberculosis. Varios estudios recientes realizados al genoma de la M. tuberculosis moderna indican que la bacteria M. bovis surgió de un derivado de la M. tuberculosis.

## Historia de las investigaciones
A principios del siglo XX, se creía que la tuberculosis tenía origen en el Viejo Mundo y que se difundió al resto del mundo a través del contacto de los europeos que exploraron y colonizaron América. Sin embargo, al ser realizados estudios arqueológicos del llamado Nuevo Mundo, los registros escritos de los colonos europeos y los restos óseos encontrados sugerían que la tuberculosis era una nueva enfermedad traída por ellos. Esto se mantuvo principalmente, porque no hubo evidencia anecdótica que registrara la presencia de esta enfermedad antes de la llegada de los españoles y la gran susceptibilidad que mostraron los nativos frente a la epidemia de tuberculosis que se presentó posterior a su llegada.
Desde la década de los 30, muchos han sido los estudios realizados para la presencia de la Tuberculosis en América previa a la llegada de los Europeos. Diversos autores han estudiado tanto evidencias primarias como secundarias a partir de metodologías macroscópicas y microscópicas para demostrar su presencia y dispersión en las poblaciones nativas del Nuevo Mundo. Dado que no se poseen registros médicos ni otros documentos escritos por las comunidades indígenas, los primeros estudios se valieron principalmente de la observación de iconografías esqueletos y momias para describir posibles señales de esta patología, y que ponían en duda el origen europeo de la tuberculosis en América.
A finales del siglo XX, hubo un avance en conocimientos y técnicas moleculares, como la técnica de la reacción en cadena de la polimerasa (PCR) que permitieron un mejor análisis de los antecedentes patogénicos que estaban bien conservados. Al ampliar el ADN de varios muestras precolombinas de América del Norte y del Sur que presentaban lesiones parecidas a las de la tuberculosis, fueron encontrados fragmentos de la bacteria Mycobacterium tuberculosis, siendo primero analizado el tejido blando y posteriormente los huesos tanto de restos esqueléticos como de momias.

## Evidencias Primarias
En el año 1936, Webb, publicó un libro titulado “Tuberculosis” en donde expuso lo que se sabía hasta el momento sobre la historia de esta enfermedad. En él incluyó uno de los primeros estudios de registros iconográficos de América que presentaban posibles señales de Tuberculosis. Estas iconografías eran tres, Bronces precolombinos del Perú, botellas de agua efigie de zonas del actual Estados Unidos y las Pictografías encontradas en el Gran Cañón también en Estados Unidos. Estos tres tipos de producciones artísticas tienen una datación previa a la llegada de los europeos y, en todos, se pueden encontrar la misma señal, las figuras antropomorfas presentan una espalda curvada, la cual coincide con una de las señales más características de la tuberculosis, el mal de Pott. Además, por sus posiciones, sentados o acostados, dan la impresión de estar paralizados, un resultado común de los estados avanzados de la enfermedad producto de las lesiones óseas en las vértebras que hacen que estas colapsen y se fusionen. 
Más iconografía han sido estudiadas a lo largo del continente, sin embargo, unas de las que más llaman la atención es la figurilla mexicana encontrada en el templo de las Siete Muñecas, en los restos de un antiguo pueblo Maya llamado Dzibilchaltun, que se desarrolló durante el periodo clásico (250–900 CE). Esta figurilla, al igual que las otras iconografías ya mencionadas, también presenta las señales más características del mal de Pott. Pasa lo mismo con otra figurilla de cerámica encontrada en México, pero datada para el periodo preclásico (300 BC – 500 CE), que presenta las mismas señales. Esto es interesante porque hasta el momento, no se ha encontrado ninguna evidencia primaria que sugiera la presencia de Tuberculosis en la cultura Maya. Sin embargo, como plantea Morse (1969), estas iconografías no son evidencia concluyente de presencia de Tuberculosis, ya que podían representar otras enfermedades o porque tuvieran un significado religioso o mitológico.

## Evidencias Secundarias

### Esqueletos y momias
Una de las ventajas que posee Suramérica en el estudio de la Tuberculosis en la prehistoria, son sus condiciones climáticas y geográficas, y, en algunas comunidades, las prácticas mortuorias que realizaban. El clima árido y salino de los desiertos y costas pacíficas, y las altitudes elevadas de las montañas de la Cordillera de los Andes, propiciaron la preservación de los cuerpos, ya fueran como momias o como esqueletos. No es de extrañar entonces que la gran mayoría de casos de Tuberculosis provengan de estas zonas, principalmente de Chile y de Perú, y en algunos casos Colombia y Argentina.
El primer estudio realizado de este tipo fue el estudio realizado por Allison et al., en 1973, en el estudiaron la momia de un niño de 8 años aproximadamente perteneciente a la cultura Nazca en Perú (700 CE). Por medio de la observación y radiografías realizadas, se logró evidenciar que presentaban señales propias de la tuberculosis, como mal de Pott en la zona lumbar, abscesos y líneas de Harrris en las tibias de las diferentes etapas de crecimiento. Adicionalmente, gracias al excelente estado de preservación de los tejidos blandos, se pudieron estudiar órganos como corazón, hígado, pulmones, pleura y riñones. Todos estos órganos presentaban evidencia de tuberculosis con nódulos blancos. También se logró realizar un análisis bacteriológico que permitió evidenciar la presencia de bacterias bacilos ácido-alcohol resistentes, una categoría de bacterias bacilo en las que se encuentran las mycobacterium. Por último, el inusual enterramiento, sentado en una silla de adobe acolchado y amoldado a su cuerpo, y en una posición sentada con las piernas cruzadas, en vez de flexionadas (posición fetal), como era lo común en esta cultura, sugiere que el niño se encontraba paralizado, y la silla y el cojín fueron usados durante toda su vida. Más adelante en 1981, Allison et al., realizaron un nuevo estudio, esta vez con 11 momias pertenecientes a diversas culturas andinas precolombinas de Perú (n= 5) y Chile (n=6), en ellas se realizaron estudios radiológicos que permitieron confirmar la presencia de mal de Pott, lesiones óseas en las vértebras lumbares, complejo de Ghon y otras señales asociadas a la tuberculosis. Paralelamente se realizaron estudios bacteriológicos que confirmaron que 2 de estas momias presentaban bacterias bacilos ácido-alcohol resistentes.
Con el pasar de los años, se continuaron realizando más estudios a nivel macroscópicos de restos óseos y momias precolombinas, que daban más fuerza a la teoría de la Tuberculosis precolombina. Aun así, estos casos en su mayoría eran casos aislados en donde se estudiaban individuos o muestras pequeñas, no se había realizado ningún estudio que analizara una población como un todo, lo cual limitaba el entendimiento de la interacción entre humanos y la enfermedad. Esto fue hasta que Tonye et al., (2020) realizaron un estudio con una muestra de 17 momias pertenecientes a un sitio arqueológico de la cultura Chachapoyas en Perú (CE 800–1535). Por medio de un análisis macroscópico se comprobó la presencia de lesiones óseas compatibles con tuberculosis en 13 momias, 12 adultos y un adolescente. Lo cual permite suponer que esta enfermedad estaba presente en esta cultura y sus individuos podían pasar años sufriendo esta enfermedad.

### ADN y Estudios Moleculares
Los avances en la tecnología y la aparición del PCR permitieron que en el año 1993, Salo et al., realizaran un PCR al ADN de una momia precolombina peruana de aproximadamente 1000 años de antigüedad, identificaron un fragmento de ADN de 97 pares de bases, específico para M. tuberculosis. Este descubrimiento apoyó la hipótesis de que la tuberculosis estaba presente en el Nuevo Mundo antes de la llegada de los europeos. Además, a nivel esquelético no se encontraron cambios en la columna vertebral, las costillas u otros tejidos blandos que normalmente se asocian con la tuberculosis. Sin embargo, a nivel de tejido blando si se encontró una lesión pulmonar que mostraba características compatibles con una infección tuberculosa primaria.
A partir de este primer estudio, la forma de estudiar las momias y restos esqueléticos precolombino cambió, ya no sólo se estudiaba macroscópicamente sino también microscópicamente por medio de PCR, que permitía triangular la información. Esto fue lo que diversos autores realizaron en sus estudios como: Arriaza et al. (1995), Nelson et al. (2020), Klaus et al. (2010) y Guichón et al. (2015).

### Zoonosis
Inicialmente se creía que la Tuberculosis era causada por la bacteria Mycobacterium tuberculosis o Mycobacterium bovis, sin embargo, ahora se sabe que existen más formas de esta. En el año 2014, Bos et al., tomaron tres genomas de micobacterias de 1.000 años de antigüedad de esqueletos humanos peruanos, provenientes de excavaciones en sitios asociados con la cultura Chiribaya, que corresponden a los períodos Horizonte Medio y el Intermedio Tardío (750-1350 CE) y llevaron a cabo un análisis de polimorfismo de nucleótido único (SNP) comparando los genomas antiguos y modernos. Las reconstrucciones filogenéticas mostraron que los genomas peruanos antiguos no se agruparon con otras cepas humanas, sino que estaban más relacionados con la línea animal, compartiendo 76 SNPs con cepas modernas de M. pinnipedii. Esto proporcionó evidencia de infección humana causada por miembros de las líneas animales de Mycobacterium, incluyendo M. pinnipedii, que se ha aislado de especies de focas restringidas al hemisferio sur. Lo cual plantea la hipótesis de que esta enfermedad tuvo un origen zoonótico.
Por otro lado, investigaciones recientes sugieren que en la América precolombina las personas de poblaciones con acceso limitado a recursos marinos podrían haber contraído cepas de Mycobacterium similares a M. pinnipedii a través del contagio humano-humano, es decir, un humano contagiado con tuberculosis transmitía la enfermedad a otro.  En el año 2020, Luna et al., estudiaron macroscópicamente las lesiones, compatibles con tuberculosis, de un individuo (905–1030 CE) de las Lomitas de Saujil (Tinogasta, Catamarca, Argentina) una zona del país que se encuentra del otro lado de la Cordillera de los Andes, paralelo a la parte chilena. Dada esta ubicación alejada de zona costeras y con una extensa cadena montañosa en medio, es totalmente improbable que se hubiera contagiado por medio del contacto o consumo de carne de foca infectada. Además que durante este periodo de tiempo hubo una gran interacción social, la circunscripción espacial de los pueblos de las sociedades prehispánicas en los valles mesotérmicos de Catamarca y los fluidos contactos con las tierras bajas, valles y punas orientales, que se cree que fueron factores que probablemente favorecieron la transmisión de enfermedades. Es por esto que los autores proponen que la enfermedad llegó desde el norte de Chile y se dispersó hacia el noreste hacia el valle de Yocavil, donde también se han identificado macroscópicamente varios casos de tuberculosis en fechas posterior.
Adicionalmente, Vågene et al., en el año 2022, investigaron el agente causante de la tuberculosis en 10 individuos precolombinos que hicieron parte de comunidades nativas que habitaron zonas no costeras, en el interior del país en Perú (Moquegua, sitio M6-Estuquiña, ubicado en la unión de los valles medio y superior de Osmore, a unos 1500 m sobre el nivel del mar en los Andes)  y Colombia (Las Delicias y Candelaria La Nueva, la ciudad de Bogotá, que se encuentra a 2640 m sobre el nivel del mar en la Cordillera Oriental de los Andes). A través de este estudio lograron reconstruir el genoma de M. pinnipedii en 3 de estos individuos. Esto indica una posible adaptación de cepas de M. pinnipedii a humanos, que luego se extendieron hacia el interior del continente por medio de interacciones sociales, migraciones y/o rutas económicas. Este fenómeno ilustra cómo las cepas del complejo Mycobacterium tuberculosis asociadas a animales pueden readaptarse para infectar a humanos.